# Nescatunga (Oklahoma)
Nescatunga es un lugar designado por el censo ubicado en el condado de Alfalfa en el estado estadounidense de Oklahoma. En el Censo de 2010 tenía una población de 70 habitantes y una densidad poblacional de 192,46 personas por km².

## Geografía
Nescatunga se encuentra ubicado en las coordenadas 36°45′16″N 98°9′22″O / 36.75444, -98.15611. Según la Oficina del Censo de los Estados Unidos, Nescatunga tiene una superficie total de 0.59 km², de la cual 0.59 km² corresponden a tierra firme y (0%) 0 km² es agua.

## Demografía
Según el censo de 2010, había 70 personas residiendo en Nescatunga. La densidad de población era de 192,46 hab./km². De los 70 habitantes, Nescatunga estaba compuesto por el 97.14% blancos, el 0% eran afroamericanos, el 0% eran amerindios, el 0% eran asiáticos, el 0% eran isleños del Pacífico, el 0% eran de otras razas y el 2.86% pertenecían a dos o más razas. Del total de la población el 1.43% eran hispanos o latinos de cualquier raza.